# Wspólnota administracyjna Lichtetal am Rennsteig
Wspólnota administracyjna Lichtetal am Rennsteig (niem. Verwaltungsgemeinschaft) – dawna wspólnota administracyjna w Niemczech, w kraju związkowym Turyngia, w powiecie Saalfeld-Rudolstadt. Siedziba wspólnoty znajdowała się w miejscowości Lichte. Powstała 18 czerwca 1994.
Wspólnota administracyjna zrzeszała cztery gminy wiejskie (Gemeinde):
1. Lichte
2. Piesau
3. Reichmannsdorf
4. Schmiedefeld

1 stycznia 2019 wspólnota została rozwiązana. Gminy Reichmannsdorf i Schmiedefeld zostały przyłączone do miasta Saalfeld/Saale, natomiast gminy Lichte i Piesau zostały przyłączone do miasta Neuhaus am Rennweg w powiecie Sonneberg.